# Mirage 2000
A Mirage 2000 negyedik generációs, deltaszárnyú, szuperszonikus francia vadászbombázó, melyet az 1980-as években állítottak rendszerbe, a korábban gyártott Mirage III és Mirage F.1 vadászbombázók, majd később a Mirage IV közepes bombázók leváltására.

## A program története

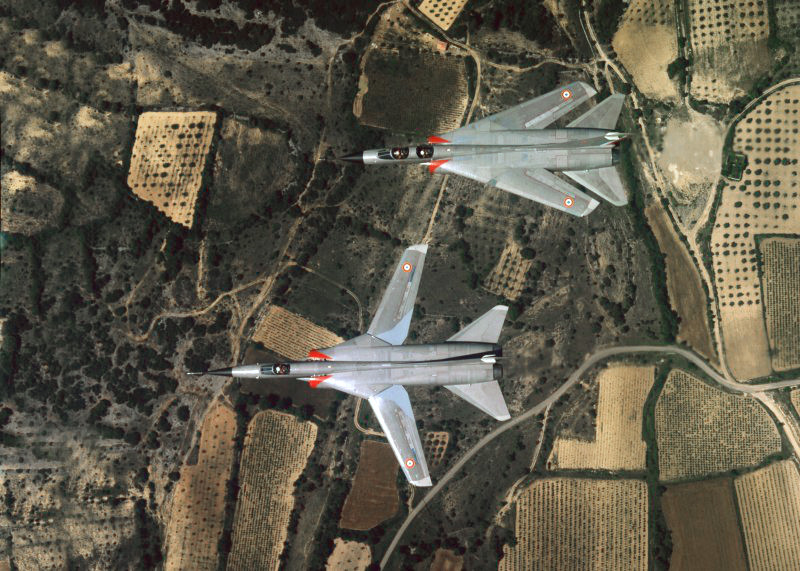
A Mirage G változtatható szárnynyilazású repülőgép két prototípusa a levegőben

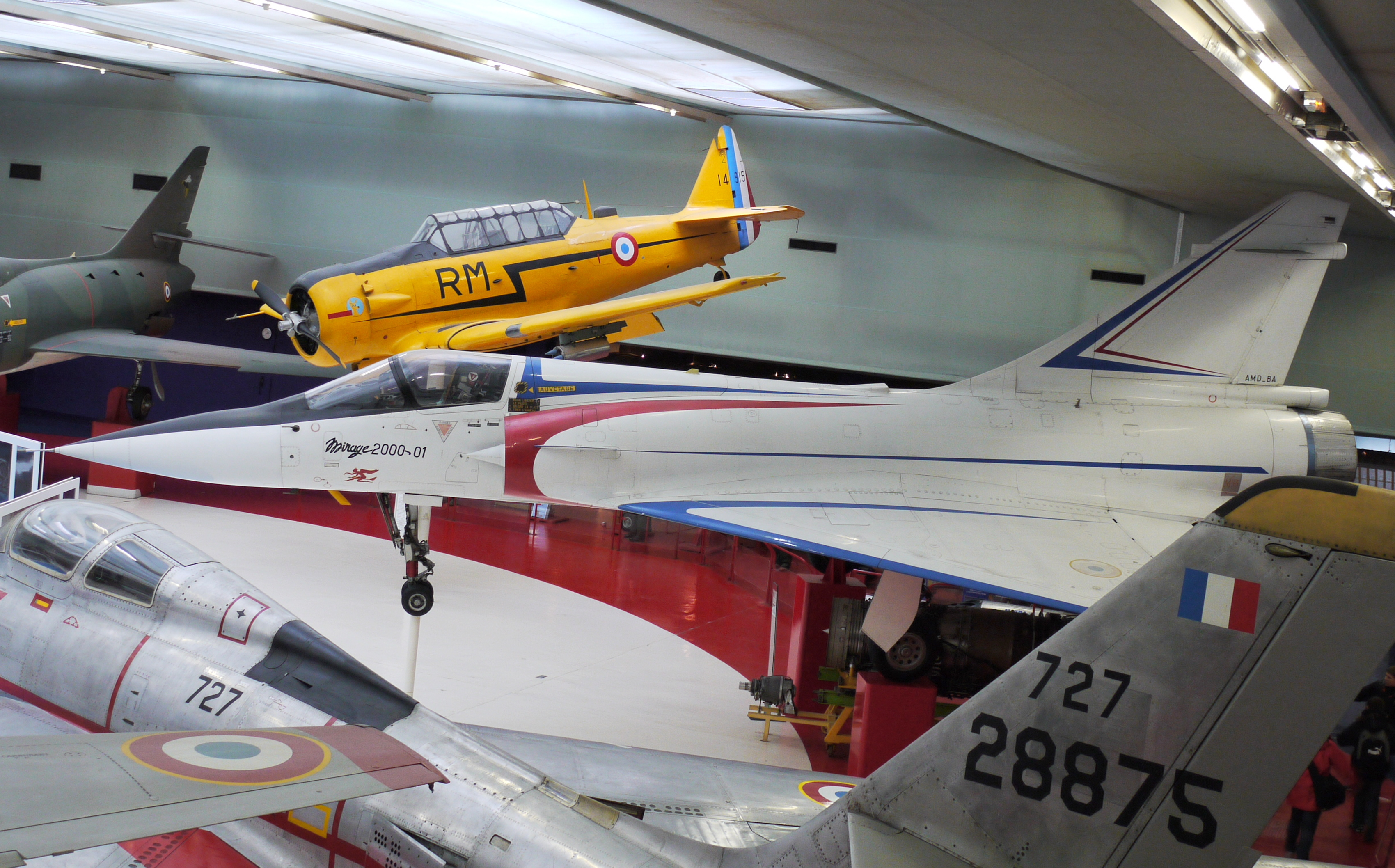
A Mirage 2000 prototípusa Le Bourget-n kiállítva

A Mirage 2000 program gyökerei az 1960-as évek közepéig nyúlnak vissza, az angol-francia Anglo-French Variable Geometry (AFVG, angol-francia változtatható geometriájú repülőgép) programhoz, melynek célja egy változtatható szárnynyilazású repülőgép létrehozása lett volna, de amiből a franciák 1967-ben kiszálltak, az Egyesült Királyság pedig új partnerekkel (Olaszországgal és a Német Szövetségi Köztársasággal) folytatta a programot, melynek eredménye a Panavia Tornado lett.
A Dassault egyedül folytatta a vadászrepülőgépek következő generációjának fejlesztését, melynek első eredménye a két példányban megépült, szintén változtatható szárnynyilazású Mirage G lett, majd a nyilazott szárnyú Avion de Combat Futur (ACF, A jövő harci repülőgépe), mely túl drágának találtatott, így a programot, az első prototípus megépítésének befejezése előtt, 1975. december 18-án törölték.
Az ACF programmal párhuzamosan a Dassault saját költségére kutatásokba kezdett egy egyszerűbb és olcsóbb repülőgép fejlesztésével kapcsolatos előtanulmányokba, mert az ACF-et magas ára miatt nehéz lett volna exportálni. A Mini-Mirage (Mimi) programot már 1972-ben elkezdték, a Mirage III-ból továbbfejlesztett Super Mirage III, Delta 1000, Delta 2000 és Super Mirage 2000 koncepciók már készen álltak az ACF program törlésének idejére. Időközben négy európai NATO-tagállam (Hollandia, Belgium, Dánia és Norvégia) az akkor gyártásban lévő Mirage F.1 helyett az amerikai F–16-os rendszeresítése mellett döntött, ami nem vetett jó fényt a Mirage F.1-re, így a Dassault is érdekeltté vált egy új, viszonylag olcsón előállítható és jelentős számban exportálható repülőgép gyártásában, amellyel a korszerűbb F–16 által fenyegetett piacokat vissza tudja hódítani, és amely költségeit minél nagyobb arányban a francia állammal tudja megfizettetni.
Az ACF SNECMA M53 hajtóműve és az előtanulmányok rendelkezésre álltak, így Marcel Dassault az első prototípus felszállását már másfél éven belül, a típus hadrendbe állását 1982-re ígérte. Kisebb késés után a négy prototípus közül az első 1977 végére készült el, 1978. március 10-én repült Jean Coreau berepülőpilótával. A Mirage 2000B kiképzőgép első példánya 1980. október 11-én, a Mirage 2000C vadászváltozat első sorozatgyártású példánya 1982. november 20-án repült először. A típus 1984-ben állt hadrendbe, a Francia Légierő 124 példányra adott megrendelést.

## Szerkezeti felépítés és tervezési sajátosságok
A Mirage 2000 alsó deltaszárnyas, egyhajtóműves, megjelenésében nagyon hasonló az 1960-as évekre kifejlesztett Mirage III-ashoz. A félszárnyak kilépőélein kombinált csűrő és magassági kormányok, a belépőéleken automatikusan működő orrsegédszárnyak vannak. A félszárnyak alsó és felső felére egy-egy előre kinyitható féklapot építettek. Az egyetlen függőleges vezérsíkon helyezték el az oldalkormányt. A nagy állásszögű, kis sebességű repülés elősegítése érdekében a hajtómű levegő-beömlőnyílásainak két oldalára örvénygenerátort szereltek, nagy állásszögön az általuk generált örvény-felhajtóerő segít a gép stabilizálásában. A repülőgép építésénél elsősorban alumíniumötvözeteket, kis mennyiségben titánt, illetve a kormányfelületeknél kompozit anyagokat használtak fel.
A SNECMA M53 típusú utánégetős gázturbinás sugárhajtóművet a törzs hátsó részébe építették, a félkör alakú levegő-beömlőnyílásokat a törzs két oldalán, a pilótakabin mögött helyezték el. Keresztmetszetük, egy-egy kúp alakú elemmel, szabályozható, ez kedvezően befolyásolja a szuperszonikus repülési tulajdonságokat. A pilótakabint a törzs első részében helyezték el, a pilóta SEMB Mark 10, vagy az exportváltozatok esetében Martin-Baker Mark 10 katapultülésben ül. A pilótakabin teteje belesimul a gép törzsébe, így alulra és hátrafelé viszonylag rossz a pilóta kilátása. A gép orrában helyezték el az RDM, RDI, vagy RDY típusú rádiólokátort. A gép futóműve hárompontos, tricikli elrendezésű, a kétkerekes orrfutó a törzsbe hátra, az egykerekes főfutók a szárnyakba oldalra húzhatók be.

### Deltaszárny
A deltaszárnyas, vízszintes vezérsík nélküli kialakítás hátrányos tulajdonságait számítógépes irányítórendszerrel (fly-by-wire) és instabil aerodinamikai kialakítással ellensúlyozták. A Mirage 2000-en alkalmazott deltaszárny fő tulajdonsága viszonylag nagy húrhossza és kis fesztávolsága. A nagy szárny nyilazási szöge és a kis fesztáv miatt légellenállása - egyenes vonalú repülés esetén - kicsi, belső térfogata viszont nagy, így bőven jut hely a tüzelőanyagnak. Szemből nézve a repülőgép a kis radarkeresztmetszet miatt viszonylag nehezen fedezhető fel. Mivel a szárny által generált erők viszonylag nagy felületen adódnak át a törzsre, így repülőgép kevésbé hajlamos az anyagfáradásból adódó problémákra.
A deltaszárny hátránya, hogy intenzív manőverezés közben -a nagy szárnyfelület miatt, mely nagy állásszögön erősen fékez- a repülőgép gyorsan veszít sebességéből. A nagy szárnyfelület miatt a gép érzékeny földközeli repülésnél különösen intenzív turbulenciára. További hátrány, hogy a deltaszárny kis sebességnél kevés felhajtóerőt termel, emiatt a deltaszárnyú repülőgépek fel- és leszállásához hosszú futópályára van szükség. A Mirage 2000 esetében a felhajtóerő középpontja felszálláskor a gép súlypontja előtt van, így felhajtóerő a gépet az „orránál fogva” igyekszik felhúzni, ehhez a magassági kormánnyal - vagy a Mirage 2000 esetében az elevonnal - nem kell a gép farkát a föld felé nyomni, amely egyébként ellene dolgozna a levegőbe emelkedésnek.

### Hajtómű
A SNECMA M53–P2 kis kétáramúsági fokú, egy forgórészes utánégetős gázturbinás sugárhajtómű, tolóereje 64,7 kN, utánégetéssel 95,1 kN. Az első néhány példányba az M53–5 hajtóművet építették (tolóereje 54,0 kN, utánégetéssel 86,3 kN). A hajtómű kompresszora nyolcfokozatú, turbinája kétfokozatú. 12 modulból áll, ezek cseréje esetén nem szükséges a beszabályozás. Üzemeltetése állapot szerint történik, 300 óránkénti boroszkópos ellenőrzéssel. Az indítóhajtómű Noelle 180 típusú.

### Avionika
A repülőgép irányítását kétcsatornás analóg számítógépes irányítórendszer (Fly by wire) végzi, mely maximálisan 9g-s túlterheléssel és 270°/sec szögsebességgel végrehajtott manővereket enged, az állásszöget pedig 29°-ban maximálja. A pilóta ezt felülbírálhatja, a botkormányt 30 kilogrammnak megfelelő erővel húzva az engedélyezett maximális túlterhelés 11g-re nő. A botkormány HOTAS (Hands on Throttle and Stick, kezek a gázkaron és a botkormányon) kialakítású, azaz a fontosabb berendezések kezelőszervei a botkormányba vannak építve, üzemeltetésükhöz nem kell azt elengedni.
A repülőgépbe LMT Deltac TACAN rádiónavigációs rendszert, SOCRAT 8900 VOR/ILS navigációs és leszállító rendszert, TRT ERA 700 UHF és TRT ERA 7200 VHF rádiókat, TRT gyártmányú rádió-magasságmérőt, LMT NRAI-7A transzpondert, Dassault Electronic 2084 típusú központi számítógépet, és egy Sextant Avionique 90 repülésvezérlő számítógépet, SFENA robotpilótát, Sagem ULISS 52 inerciális navigációs rendszert építettek.

## Típusváltozatok

### Mirage 2000C
Együléses vadász-alapváltozat, a Francia Légierő 124 gépet vásárolt. Thales SERVAL (Systeme d'Ecoute Radar et de Visualization de l'Alerte) radar-besugárzásjelzővel (melynek antennái a törővégeken és a függőleges vezérsík tetején vannak) és Dassault SABRE (Systeme de Autoprotection par Brouillage Electromagnetiques) beépített rádióelektronikai zavaróberendezéssel (a függőleges vezérsík tetején előre-hátra néző antennákkal) szerelték fel. Földi célok ellen csak nem irányított fegyverzetet hordozhat.
A függőleges vezérsík tövébe épített Dassault Eclair infracsapda-szóró berendezést később a szárnytő kilépőélébe épített, 114 infracsapdát tartalmazó Matra Spirale berendezésre cserélték. A gépek alkalmazhatják az újabb Mica IR légiharc-rakétát, egy részüket átépítették a Mirage 2000–5F változatra.
Összesen öt gyártási sorozat létezett.
- S1: Rádiólokátora a Thomson-CSF RDM (Radar Doppler Multifunction), mely a Mirage F.1 Cyrano–4 továbbfejlesztett változata, Cyrano–5 néven is ismert, hatótávolsága 60–70 km. Kizárólag Matra Magic kis hatótávolságú irányított irányított légiharc-rakétákat alkalmazhatott.
- S2: Javított (Doppler-üzemmóddal) rádiólokátorral felszerelt változat.
- S3: A Matra R.530F közép-hatótávolságú légiharc-rakéták indítására alkalmas első változat, a korábbi gyártású gépek közül 37 darabot erre a szintre korszerűsítettek 1987 előtt.
- S4, S5: A korszerűbb, 150 kilométeres hatótávolságú Thomson-CSF RDI (Radar Doppler Impulse) lokátorral felszerelt változatok, alkalmasak a Super 530D légiharc-rakéta indítására.

### Mirage 2000B
Kétüléses kiképzőváltozat, mely először 1980. október 11-én repült Michel Porta irányításával. Az oktató pilótakabinját a másik kabin mögé, a 19 centiméterrel meghosszabbított törzsbe építették be. A két gépágyút elhagyták, a tankolható tüzelőanyag mennyisége mintegy 100 literrel csökkent. A Francia Légierő összesen 30 gépet vásárolt, az első 1984 júliusában állt hadrendbe.

### Mirage 2000E
Exportváltozat, melyet a megrendelők különböző igényeinek megfelelően sokféle változatban, eltérő felszereléssel gyártottak. Mindegyik hajtóműve M53–P2, lokátoruk RDM+, és hordozhatják az ATLIS II lézeres célmegjelölő konténert. A gépekből Egyiptom, India, Peru, Görögország és Abu-Dzabi vásárolt.

### Mirage 2000N

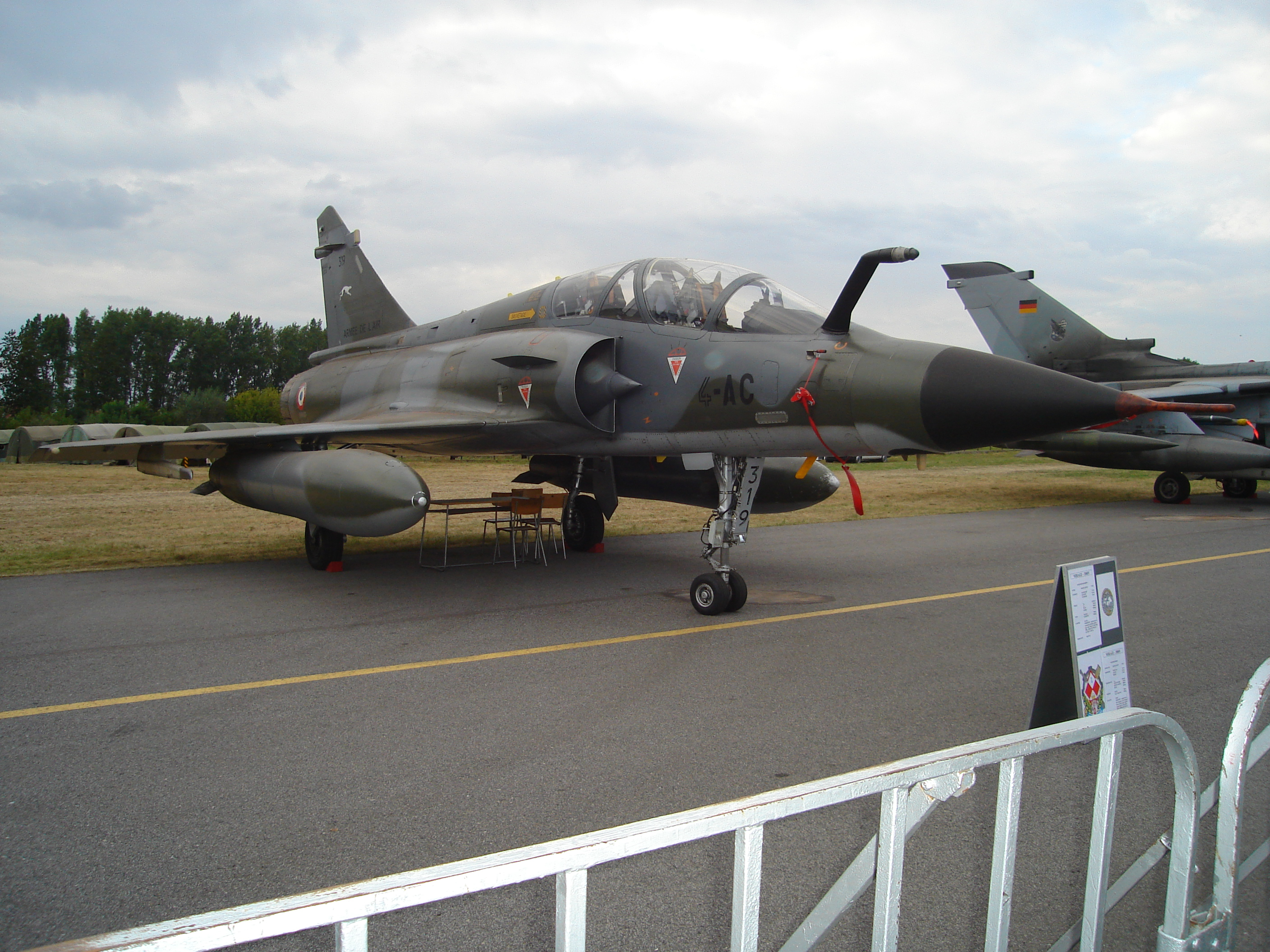
Mirage 2000N

Mivel a Mirage 2000-et az eredetileg csapásmérő ACF helyett tervezték, viszonylag hamar felmerült az igény egy, a Mirage IV közepes bombázókat az atomcsapásmérő szerepkörben felváltó repülőgép gyártására. Az új változat fejlesztése 1978-ban kezdődött, a kétüléses Mirage 2000B alapján, a Francia Hadügyminisztérium 1979-ben adott megrendelést a Mirage 2000P (Penetration) két prototípusának építésére. Az időközben Mirage 2000N-re (Nucléaire) átkeresztelt repülőgép első repülésére 1983. február 3-án, Michel Porta irányításával került sor. A 75 darabos sorozat első gépe 1986 márciusában repült először, a változat 1988-ban állt hadrendbe.
A repülőgép A Mirage 2000B-re hasonlít, a törzse alatti középső fegyverfelfüggesztő csomóponton hordozva fő fegyverét, a 100 kilométer hatótávolságú ASMP robotrepülőgépet. Félszárnyai alatt egy-egy 2000 literes ledobható tüzelőanyag-póttartályt hordoz, önvédelemre a Matra Magic légiharc-rakétákat lehet függeszteni. A földközeli repülésre optimalizált repülőgép szárnyait megerősítették, orrába a földközeli terepkövető repülés kiszolgálására és navigációra optimalizált Antelope–5 rádiólokátort építették. A repülőgép műszerezettsége hagyományos, de a pilótakabin már az éjjellátó berendezésekkel kompatibilis megvilágítást kapott. A Mirage 2000 ULISS 52 INS, SERVAL besugárzásjelző, Eclair, majd Spirale zavarótöltet-szóró berendezéseit megörökölte, a SABRE helyett a Chamaeleon zavaróberendezéssel.
A repülőgép Mirage 2000N–K1 alapváltozatából 31 darabot építettek, ez csak atomcsapás-mérésre volt alkalmas. A második gyártási sorozat, a Mirage 2000N–K2 már hordozhatja a Mirage 2000C által is hordozható (jellemzően nem irányított) földi célok elleni fegyvereket.
A repülőgép 2000-től korszerűsítési programon esett át, a felújított gépek neve Mirage 2000N–K3. Hordozhatja a  korszerűbb, nagyobb hatótávolságú és pontosabb ASMPA robotrepülőgépet és a Mica IR légiharc-rakétát, emellett a Pod Reco NG (Pod de Reconnaissance Nouvelle Generation, franciául Új Generációs Felderítőkonténer) felderítő konténert, mely éjjel-nappal digitális kamerájának képeit valós időben tudja a földi vevőberendezésnek sugározni. A gépeket ellátták egy, a rádióelektronikai berendezések által érzékelt jeleket rögzítő berendezéssel, így repülés után ezek kiértékelhetőek. A SAT Samir DDM (Detecteur de Depart Missile) rakétariasztó rendszer érzékelőit a légiharc-rakéták indítósínjeibe, hátrafelé nézve építették, ez a pilótákat figyelmezteti az ellenséges rakétaindításokra, és képes vezérelni a zavarótöltet-szóró berendezéseket.

### Mirage 2000D

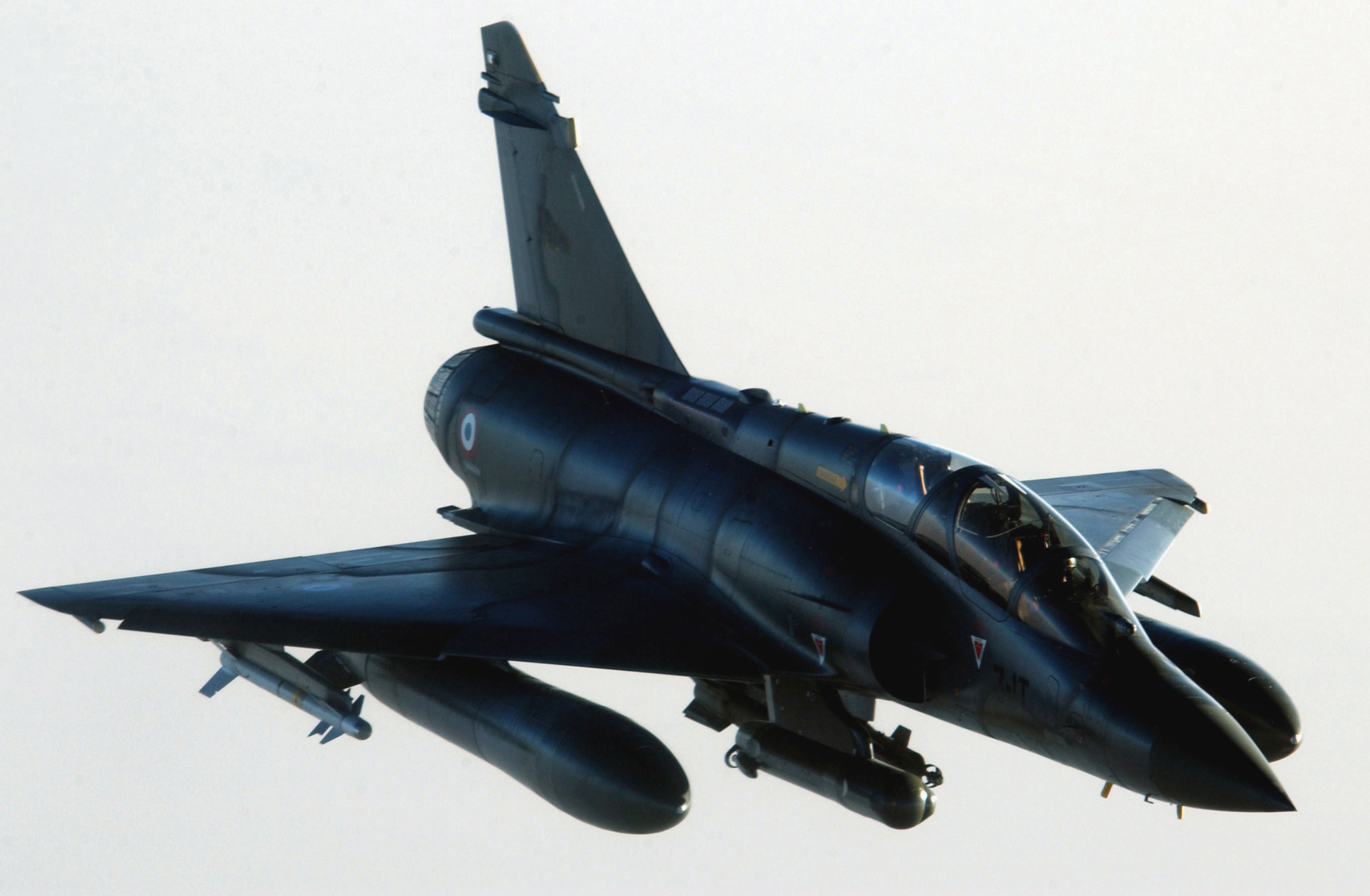
Francia Mirage 2000D az Afganisztáni háborúban, 2000 literes tüzelőanyag-póttartályokkal, Matra Magic légiharc-rakétákkal, PDL–CT célmegjelölő konténerrel és lézerirányítású bombával

A kétüléses, a kizárólag nappali támadásra alkalmas SEPECAT Jaguarokat éjszaka és rossz időben kiegészítő támadóváltozat, a Mirage 2000D („Diversifie”, azaz „Többcélú”) fejlesztését az utód, a Rafale fejlesztésének jelentős késése miatt határozták el. A fejlesztést 1988-ban határozták el, a Mirage 2000N-ből átépített első prototípus 1991. február 19-én, az első szériagép 1993. március 31-én repült először, a típus 1995 áprilisában állt hadrendbe.
A kétüléses pilótakabint korszerűsítették, éjjellátó berendezésekkel kompatibilis lett, HOTAS-rendszerrel látták el. Az első pilótafülkébe (a korábbi egy helyett) összesen kettő, a fegyveroperá
tor hátsó kabinjába három monitort építettek. Az ULISS 52P navigációs rendszert GPS-sel egészítették ki, az Antilope 50 rádiólokátort korszerűsítették. A repülőgép passzív védelméről az IMCS 2 rendszer gondoskodik, SERVAL besugárzásjelzővel, Chameleon zavaróadóval és SPIRALE zavarótöltet-szóró berendezéssel. A gép orrába nem építettek Pitot-csövet, ez az összes későbbi változatról eltűnt.
Az első gépek még viszonylag kevés fegyverfajtát hordozhattak, a folyamatosan végzett kompatibilitási tesztek után a típus szinte az összes francia földi célok elleni fegyverfajtát bevetheti. Hordozható az összes hagyományos bomba, a Durandal betonromboló, a BAT 100, BAT 120, Belouga kazettás, és az összes francia és amerikai lézerirányítású bomba és az AS.30L lézerirányítású földi célok elleni rakéta is, ez utóbbiakat célra tudja vezetni a jobb oldali levegő-beömlőnyílás alatti csomópontra függesztett ATLIS II, PDL–CT vagy PDL–CT S célmegjelölő konténerrel, melyet a hátsó kabinban ülő fegyveroperátor kezel. A korszerűbb Damocles konténer rendszeresítését is tervezik. Hordozható az ARMAT lokátorromboló rakéta is. Légi célok ellen a Matra Magic és újabban a Mica IR függeszthető.
2001-től az eredeti Mirage 2000D–R1 változatot korszerűsítették, a Mirage 2000D–R2 korszerűbb önvédelmi rendszerrel rendelkezik, a törzsgerincbe függőleges vezérsík elé két oldalra egy-egy 24 töltet befogadására alkalmas szóróberendezést építettek.
A gépek korszerűsítése folyamatos, tervezik az Apache és a Scalp EG robotrepülőgépek, valamint az AASM modulrendszerű irányított bombacsalád integrációját a fegyverzetbe, a Link 16 Multifunction Information Distribution System (angolul Multifunkciós Információ-Elosztó Rendszer, MIDS) és a SATURN (Second-generation Anti-Jam Tactical UHF Radio for NATO, azaz Második generációs Zavarvédett Taktikai URH rádió a NATO részére) rádió beépítését, valamint nagyobb teljesítményű zavaróberendezések integrációját, mellyel a repülőgépek nem csak saját, hanem más repülőgépek vagy egész kötelékek védelmét is el tudnák látni.

### Mirage 2000–5
Az 1990-es évek elejére, elsősorban exportcéllal kifejlesztett, jelentősen korszerűsített avionikájú változat. Az amerikai vadászrepülőgépek ekkorra a folyamatos továbbfejlesztések miatt már jelentős előnybe kerültek a Mirage 2000-rel szemben, amelynek így eladásai hanyatlásnak indultak. Először egy Mirage 2000B-t, majd egy Mirage 2000C-t alakítottak át a berepülések végrehajtására. Az előbbi gép 1990. október 24-én repült először Partick Experton irányításával, az utóbbi 1991. április 27-én.
A Mirage 2000–5 legfontosabb újítása az RDY rádiólokátor beépítése volt, mely egyszerre 24 cél észlelésére és ebből a 8 legveszélyesebb folyamatos követésére alkalmas, és képes egyszerre több MICA EM aktív lokátoros önirányítású légiharc-rakéta célra vezetésére. A rakétákkal történő kommunikációra egy külön kis antenna szolgál, melyet a függőleges vezérsík belépőélébe, közvetlenül a rádióelektronikai zavaróberendezés antennája alá építettek be. Az IMCS 2 önvédelmi rendszert kiegészítették a Samir DDM rakétariasztó rendszerrel. A pilótakabint korszerűsítették, a Rafalehoz kifejlesztett berendezésekkel. A repülőgép hordozhatja a 2000 literes tüzelőanyag-póttartályokat. A későbbi gyártású gépekhez hasonlóan a gép orrán nincsen Pitot-cső.
A repülőgépet a Tajvani Légierő (48 együléses Mirage 2000–5EI és 12 kétüléses Mirage 2000–5DI) és Katar Légiereje (9 Mirage 2000–5EDA és 3 Mirage 2000–5DDA) állította hadrendbe.

#### Mirage 2000–5F
A Mirage 2000–5 exportjának természetes feltétele volt, hogy a gép már a gyártó országban hadrendben álljon, vagy legalább megrendelést adjon le rá. A Francia Légierő azonban a Rafale lassan végéhez érő fejlesztése miatt már nem kívánt újabb Mirage 2000-eseket vásárolni, meglévő repülőgépeinek korszerűsítésétől azonban nem zárkózott el, részben, mert a Rafale fejlesztése a szűkös költségvetési források miatt lassan haladt. Így 1993-ban megrendelést adott 37, újabb gyártású Mirage 2000-es Mirage 2000–5 változatra korszerűsítésére, melyeket 2000-re megkapott.
A korszerűsítési program korlátozott volt, nem terjedt ki az elektronikai önvédelmi rendszerre, csak a rádiólokátorra, a fegyverzetre és a pilótakabinra. A gépek további korszerűsítését tervezik, MIDS adatátviteli rendszerrel és Thales Topsight sisakba épített kijelzővel szerelnék fel a gépeket.

### Mirage 2000–5 Mk 2, 2000–9
A Mirage 2000–5 továbbfejlesztett változata, szintén exportcélokra.
A továbbfejlesztett RDY–2 lokátor földi célok elleni üzemmódjait kibővítették a felbontást növelő szintetikus apertúrával (SAR, Synthetic Aperture Radar), mozgócél-kijelzéssel (MTI, Moving Target Indicator). A lokátor képes LPI üzemmódra (Low Probability of Intercept, angolul Észlelés Alacsony Valószínűsége), ekkor a lokátor által kisugárzott jelet úgy módosítják véletlenszerűen, hogy az észlelt repülőgépek besugárzásjelzői ne észleljék azt. Az avionikát kiegészítették a Rafale számára fejlesztett MDPU (Modular Data Processing Unit, angolul Moduláris Adatfeldolgozó Egység) számítógéppel.
Új, Totem 3000 típusú, GPS-sel integrált lézergiroszkópos tehetetlenségi navigációs rendszere pontosabb, megbízhatóbb, együttműködik a lokátor navigációs üzemmódjaival. Rádióelektronikai önvédelmi rendszere IMCS 3 típusú. A pilótakabin korszerűbb kialakítású lett, nagyobb kijelzőkkel, a Thales Topsight sisakcélzót opcióként ajánlják. Beépíthetőek SATURN rádiók. A repülőgép hordozhatja a MICA EM légiharc-rakétákat és a Damocles célmegjelölő konténert. Fedélzeti oxigén-előállító berendezéssel (OBOGS, Onboard Oxygen Generating System) látták el.
A Francia Légierő által alkalmazottnál lényegesen korszerűbb változatot Abu-Dzabi és Görögország rendelte meg.

## Fegyverzet
A repülőgép szárnyai alatt kettő-kettő, a törzs alatt összesen öt fegyverfelfüggesztő csomópontot létesítettek. A szárnyak alatti belső és törzs középvonala alatti csomópont teherbírása 1800 kg, ezekre tüzelőanyag-póttartályok is függeszthetők. A törzs alatti többi csomópont teherbírása 400 kg, a szárnyak alatti külső csomópontoké 300 kg.

## Megrendelő és üzemeltető országok

### Brazil Légierő
A Brazil Légierő  Mirage IIIBR vadászbombázóinak leváltását a Mirage 2000–5 Mk2 repülőgépekkel tervezte, de a költségvetés szűkös forrásai miatt erről 2005-ben letettek, ehelyett 2006. és 2008. között a Francia Légierőtől 12 használt, de felújított Mirage 2000C-t vásároltak.

### Egyesült Arab Emírségek Légiereje

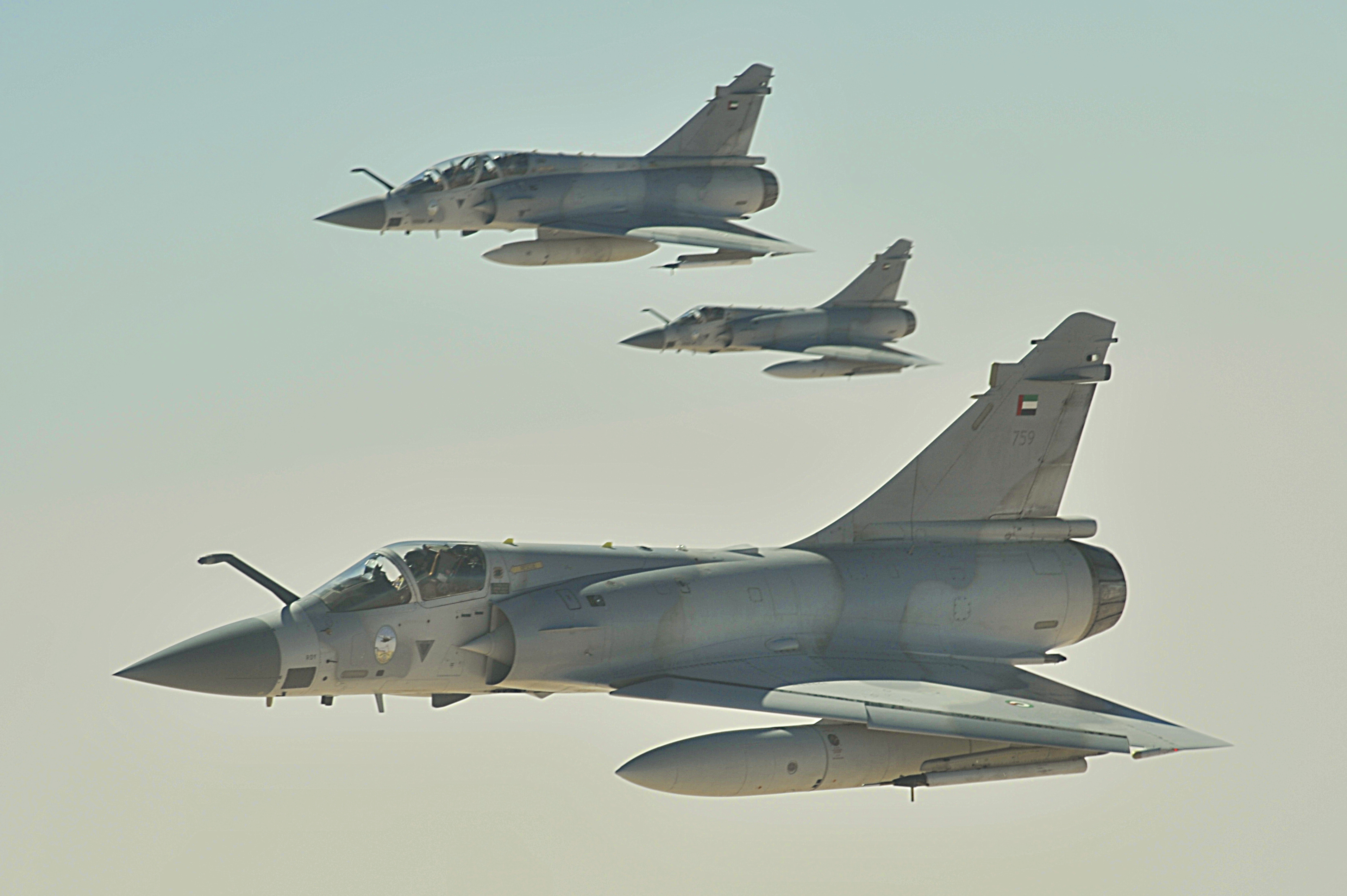
Az Emirátusok Mirage 2000‑9-esei Afganisztán felett, 2008-ban

Abu-Dzabi 1983-ban rendelt 22 együléses Mirage 2000EAD-ot, 6 kétüléses 2000DAD-ot, valamint 8 felderítő 2000RAD-ot. Az olasz gyártmányú rádióelektronikai berendezések integrációja csúszott, emiatt az első gépeket csak 1989-ben vehették át. A felderítő változatnak Abu Dhabi az egyetlen megrendelője, a gépeket nem alakították át komolyabban, a felderítő berendezéseket (SLAR2000 radarkonténer, COR2 és AA–3–38 HAROLD optikai felderítőkonténer) külső függesztményként szállítják, harci képességeiket megtartották. A gépek részt vettek az öbölháborúban, de komoly feladatot nem vállaltak.
2003-ban 20 együléses Mirage 2000–9 és 12 kétüléses Mirage 2000–9D gépet rendelt, emellett 30 régebbi gépüket is erre a szintre korszerűsítették. Fegyverzetükben megtalálható a Damocles célmegjelölő konténer (Shehab néven), a Nahar navigációs konténer, valamint az Apache robotrepülőgépek, (Black Shanine néven).

### Egyiptomi Légierő
Egyiptom 1981-ben rendelt 16 Mirage 2000M és 4 Mirage 2000BM repülőgépet, melyek szállítása 1986-ban Kezdődött meg. A gépekhez megrendelték a Matra Magic és a Super 530 légiharc-rakétákat, valamint az AS.30L lézerirányítású földi célok elleni rakétát, az ATLIS II konténerrel.

### Görög Légierő
1985-ben rendeltek 36 Mirage 2000EG-t és 4 2000BG-t, korszerűsített rádióelektronikai berendezésekkel, a gépeket később alkalmassá tették AM.39 Exocet hajók elleni rakéták hordozására.
2000-ben újabb 15 Mirage 2000–5Mk2-t rendeltek, majd a régebbi EGM/BGM gépeik közül 10 darabot korszerűsítettek a Mirage 2000–5Mk2 szintjére.

### Indiai Légierő

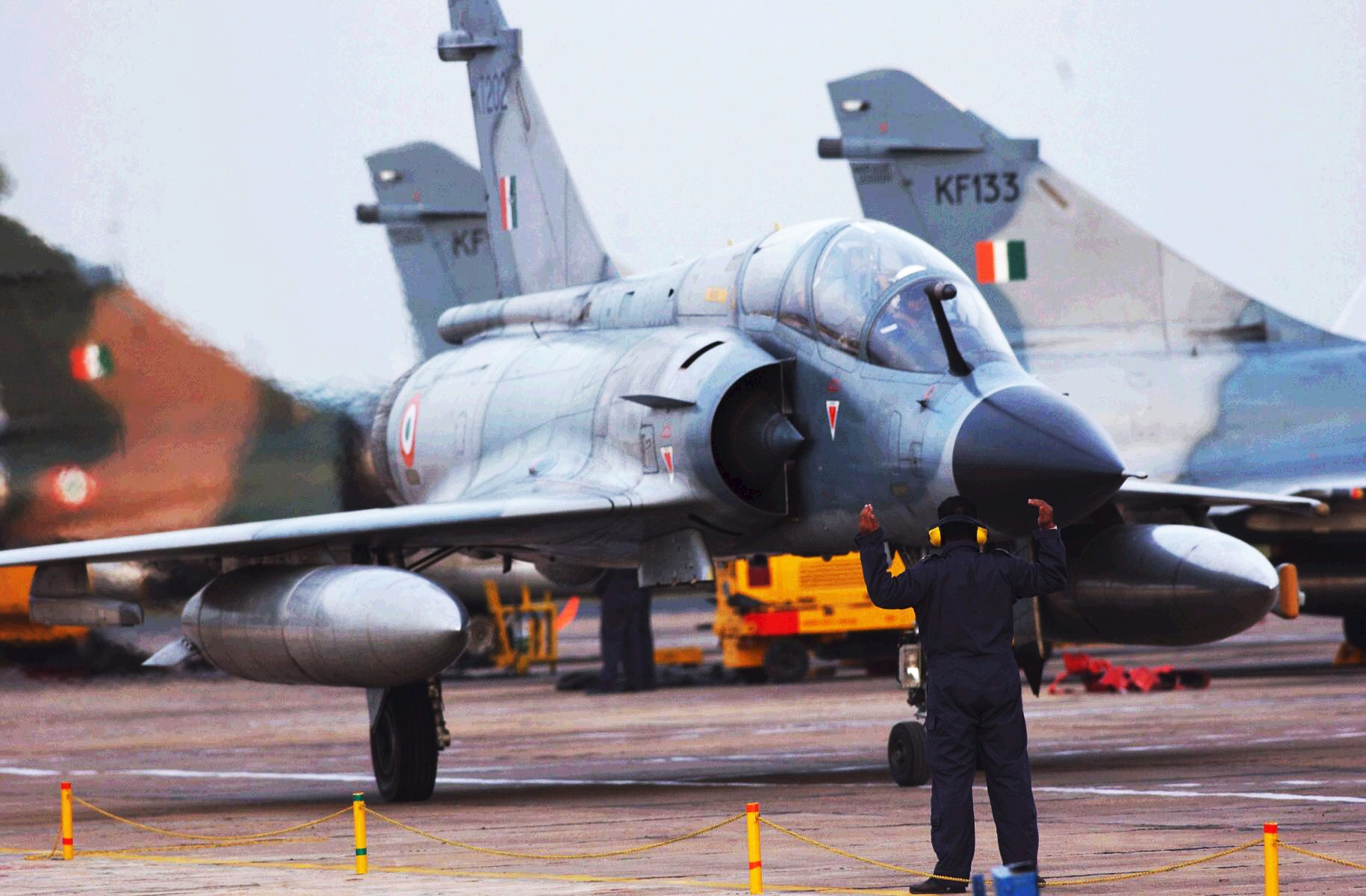
Indiai Mirage 2000TH a Cope India 2004 hadgyakorlaton

India 1985-ben rendelt meg 26 Mirage 2000H5 és 4 2000TH5 repülőgépet, a régebbi, M53–5 hajtóművel, mivel a korszerűbb M53–P2 még nem volt kész, valamint 10 Mirage 2000H-t, már a korszerűbb hajtóművel. A régebbi gépekbe később beépítették a korszerűbb hajtóművet. A gépek helyi neve „Varja”, azaz „Mennydörgés” lett. 1987-88-ban újabb 6 Mirage 2000H-t és 3 2000TH-t vásároltak. 2004-ben újabb 10, korszerűsített RDM7 lokátorral felszerelt Mirage 2000H vásárlásáról döntöttek.
A repülőgépek arzenálját a francia fegyverek mellett valószínűleg kiegészítették orosz eredetű rakétákkal is, emellett feltehetően az indiai atomfegyverek hordozására is alkalmasak. 1998-ban a Pakisztán elleni háborúban a gépek lézerirányítású bombákkal semmisítettek meg földi célokat.

### Katari Légierő
1998-ban vásárolt 9 együléses és 3 kétüléses repülőgépet, ezeket 2003 óta próbálják eladni magas üzemeltetési költségeik miatt, felajánlották többek között Pakisztán és India számára is. 2009-ben Indonézia számára ajánlottak fel 10 repülőgépet, de az üzlet nem jött létre.

### Kínai Köztársaság Légiereje
1992-ben vásárolt 48 Mirage 2000–5EI együléses és 12 Mirage 2000–5DI kétüléses vadászbombázót, melyeket 1997. és 1999. között szállítottak le. Feladatuk elsősorban a szigetország légterének nagy magasságú védelme, erre a repülőgépek alkalmasabbak, mint a velük egy időben beszerzett F–16-osok. A gépek hordozhatják az ASTAC rádióelektronikai felderítőkonténert.

### Perui Légierő

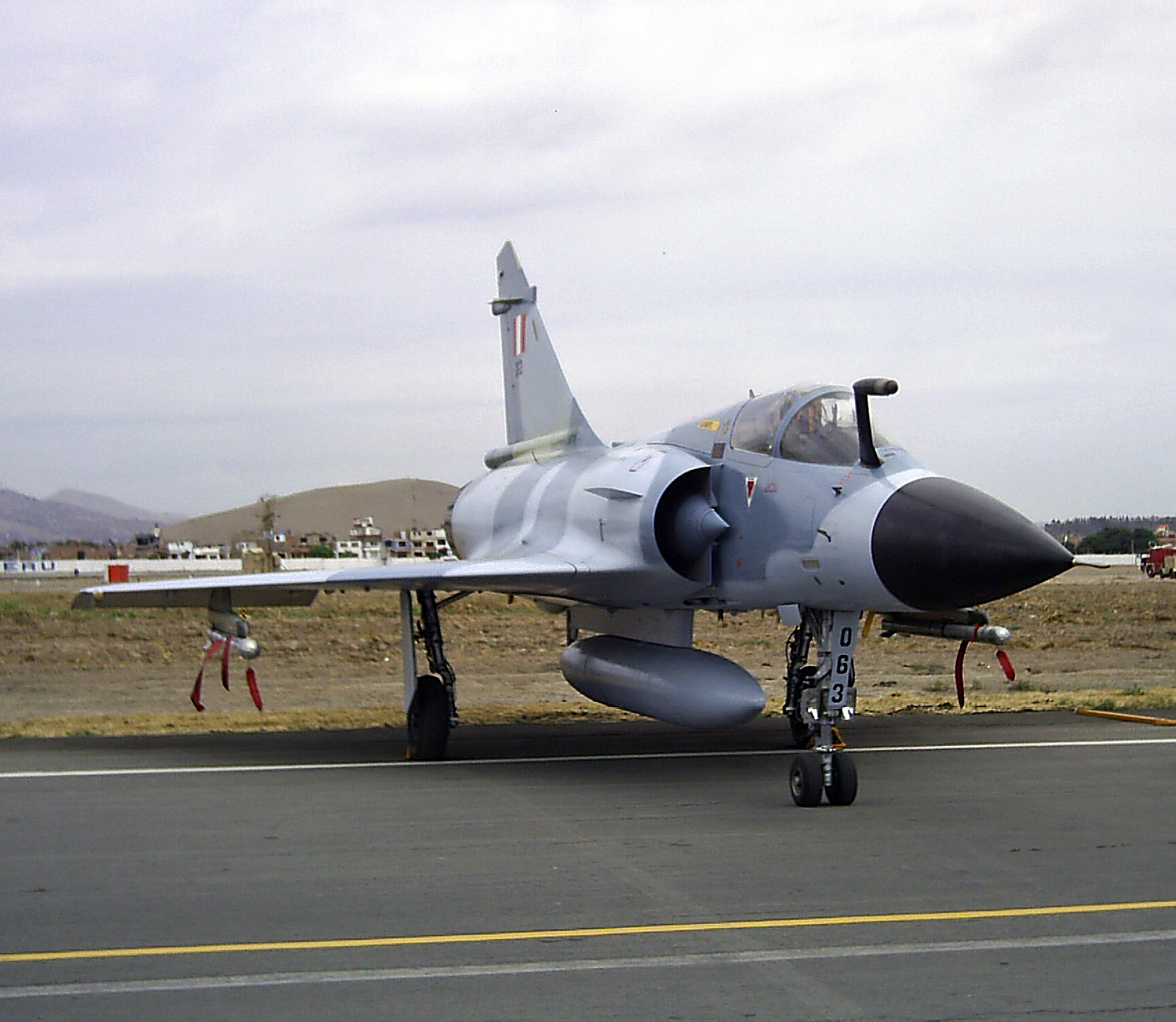
Perui Mirage 2000P

Peru 10 Mirage 2000P-t és 2 Mirage 2000DP-t rendszeresített, a gépek részt vettek az Ecuador elleni háborúban.

### Ukrajna
Emmanuel Macron francia elnök 2024. június 6-n jelentette be, hogy katonai segélyként 12 db Mirage 2000-5F vadászrepülőgépet szállítanak Ukrajnának. Az első repülőgépek (pontos számuk nem ismert) 2025. február 6-n érkeztek meg Ukrajnába.

## Harci alkalmazása

### Indiai–pakisztáni háború, 1999
1999 enyhe telén a vitatott hovatartozású Kasmír indiai oldalára pakisztáni fegyveresek szivárogtak be, majd májustól a pakisztáni tüzérség aktivitása megnőtt, a hegycsúcsokra beásott tüzérségi megfigyelők vezetésével veszélyeztetve a Szrínagart Lehhel, Ladak központjával összekötő 1A főutat. A magashegyi, rendkívül nehezen járható, lakatlan területen (melynek közvetlen közelében van a K2 és a Nanga Parbat) indított gyalogsági támadások súlyos veszteségek árán sem voltak képesek a gyakran 5000 méteres magasság felett kiépített erődítések elfoglalására, ezért helikopterek intenzív alkalmazása mellett döntöttek, melyeknek egy része viszont nem volt alkalmas ilyen magasságon történő üzemelésre, komoly fegyverterhet csak a Mi–17-esek szállíthattak, ezek viszont sebezhetőnek bizonyultak a FIM–92 Stinger kézi légvédelmi rakétát is bevető pakisztáni katonák ellen, így a konfliktus elején csak mellékszerepet vállaló vadászbombázók váltak a légi támogatás fő eszközeivé. A MiG–21-esek, MiG–23-asok és MiG–27-esek elsősorban alacsonytámadásokat hajtottak végre, nem irányított fegyverekkel.
Az eredetileg elsősorban légvédelmi feladatokra rendszeresített, nagy magasságban is jól alkalmazható Mirage 2000H-k arzenáljában megtalálható volt ugyan az ATLIS célmegjelölő konténer és a francia Matra által gyártott 1000 kilogrammos lézerirányítású bombák, de a kis mennyiségben rendelkezésre álló fegyvereket elsősorban bunkerek rombolására tervezték. India emellett beszerzett az Egyesült Államoktól Paveway 2 lézeres irányítókészleteket is, melyeket az 500 kilogrammos légibombáikra lehetett volna felszerelni, de a készletekhez leszállított rossz alkatrészek miatt ezeket nem lehetett összeszerelni, majd az 1998-as amerikai fegyverembargó miatt a hiányzó alkatrészeket nem lehetett pótolni. Emiatt a konfliktus kirobbanásakor a csatlakoztatóelemeket helyben kellett kifejleszteni és letesztelni. Az eredetileg a HAL Ajeet gépekhez az 1970-es években Spanyolországban gyártott 250 kilogrammos nem irányított bombákat is bevethetővé tették.
A gépeket repülő mindkét századot (1. 'Tigers' és 7. 'Battleaxes', mindkettő Gwaliorban állomásozott) bevetették. A tipikus csapásmérő kötelék nyolc gépből állt, a 7. század négy gépe nem irányított bombákat szállított (jellemzően 12 darabot, két Matra Magic légiharc-rakéta és egy tüzelőanyag-póttartály mellett), hozzájuk csatlakozott egy kétüléses Mirage 2000TH lézerirányítású bombával és célmegjelölő konténerrel felszerelve, valamint az 1. század három gépe, Matra Super 530D közép-hatótávolságú légiharc-rakétákkal a vadászkíséretet adva. A magassági fedezetet MiG–29 géppárok biztosították, 20 percenként váltva egymást a szűkös tüzelőanyag-készletük miatt. A támadást a nem irányított bombákat hordozó gépek indították, mintegy 10 000 méteres magasságból, zuhanásban oldva a bombákat. Mögöttük érkezett a kétüléses Mirage 2000TH, mely a bombázás utáni kárfelmérést végezte az ATLIS konténerrel, szükség esetén a célt a drága lézerirányítású bombával megsemmisítve. Lézerirányítású bombából mindössze kilenc darabot használtak el a konfliktus folyamán (ebből nyolcat a Mirage-ok, egyet egy Jaguar). A konfliktus során az 1. század 274, a 7. század 240 bevetést teljesített.

### Angolul
- http://www.fas.org/man/dod-101/sys/ac/row/mirage-2000.htm
- The Dassault Mirage 2000 & 4000 – Az Air Vectors típusismertetője
- Dassault Mirage 2000 Archiválva 2007. augusztus 24-i dátummal a Wayback Machine-ben – Festésminták a WINGS PALETTE Archiválva 2007. augusztus 30-i dátummal a Wayback Machine-ben oldalán
- Fotógyűjtemény a típusról Archiválva 2009. április 12-i dátummal a Wayback Machine-ben – cybermodeler.com

### Magyarul
- Kétrészes típusismertető cikk a jetfly.hu-n: 1. rész, 2. rész
- Block50: Dassault Mirage 2000. HTKA, 2009. február 21. (Hozzáférés: 2009. február 21.)